# 北斗街
北斗街，為1920年~1945年間存在之行政區，轄屬台中州北斗郡。今彰化縣北斗鎮。

## 街原名
原屬東螺西堡之北斗街、北斗庄、北勢藔庄
- 北斗街改稱西北斗
- 北斗改稱東北斗[1]

## 行政區劃
北斗街轄域內分為西北斗、東北斗、北勢寮三個大字。

## 行政區與大字對照
北斗鎮現有十五里，各里與日治時期大字對照如下：
- 北斗街大字與現今里名對照表：

| 大字名 | 現今里名                           |
| ------ | ---------------------------------- |
| 西北斗 | 五權、居仁、重慶、新政、光復、七星 |
| 東北斗 | 新生、中和、文昌、東光、大新       |
| 北勢寮 | 大道、中寮、西安、西德             |